# ミス・ユニバース1983
ミス・ユニバース1983（Miss Universe 1983、第32回ミス・ユニバース世界大会）は1983年7月11日にアメリカ合衆国ミズーリ州セントルイスのキール・オーディトリアムで開催された。ニュージーランドのロレーン・ダウンズが優勝し、カナダのカレン・ダイアン・ボールドウィンから栄冠を授けられた。この年は80か国の代表が競った。ニュージーランドの優勝はこれが初めてで、現在まで唯一である。またポリネシアの初優勝でもあった。日本の山口遊子はベスト・ナショナル・コスチューム部門で韓国、アメリカ領ヴァージン諸島に次いで3位に入った。

## 最終結果

### 入賞者
| 最終結果             | 参加者 |
| -------------------- | --- |
| ミス・ユニバース1983 | - ニュージーランド - ロレーン・ダウンズ（Lorraine Downes） |
| 第2位                | - アメリカ - ジュリー・ヘイエク（Julie Hayek） |
| 第3位                | - アイルランド - ロバータ・ブラウン（Roberta Brown） |
| 第4位                | - スイス - ロリータ・モレナ（Lolita Morena） |
| 第5位                | - イングランド - カレン・ムーア（Karen Moore） |
| トップ12             | - フィンランド - ニナ・レコラ - ドイツ - ロアナ・ラデッキ - イタリア - フェデリカ・モロ - ノルウェー - カレン・ドブロウグ - シンガポール - キャシー・リー - スペイン - アナ・エレロ - ベネズエラ - パオラ・ルゲリ |

## 特別賞
- ガンビア - ミス・アミティー（アビー・スキャットレル・ジャンネ）
- スイス - ミス・フォトジェニック（ロリータ・モレナ）
- 韓国 - ベスト・ナショナル・コスチューム（キム・ジョンジュン）